# Jocelyne Lamoureux
Pour les articles homonymes, voir Lamoureux.
Temple de la renommée américain : 2022
Jocelyne Lamoureux-Davidson (née le 3 juillet 1989 à Grand Forks dans l'État du Dakota du Nord) est une joueuse américaine de hockey sur glace  qui a évolué dans la ligue élite féminine en tant qu'attaquante de 2008 à 2021. Elle est la sœur jumelle de Monique Lamoureux.
Elle a remporté trois titres olympiques, deux médailles d'argent aux Jeux olympiques de Vancouver en 2010 et aux Jeux olympiques de Sotchi en 2014, et une médaille d'or aux Jeux olympiques de Pyeongchang en 2018. Elle a également représenté les États-Unis dans sept championnats du monde, remportant six médailles d'or et une médaille d'argent.

## Biographie
Jocelyne Lamoureux naît le 3 juillet 1989 à Grand Forks, deux minutes avant sa sœur jumelle Monique,. Grandissant dans une famille de hockeyeurs au Dakota du Nord, elle patine peu après avoir marché et est poussée par ses quatre grands frères à s'améliorer. Avec sa sœur Jocelyne, elle joue contre des garçons en ligues mineures, suivant les conseils de son père : Trouve le garçon le plus imposant de la patinoire et mets le sur les fesses .

### En club
Au lycée, elle joue enfin avec des filles à l'école Sainte Marie Shattuck au Minnesota. Tout comme Sidney Crosby, elle et sa sœur y reçoivent une bourse d'études pour leurs quatre années où elles mènent l'équipe à quatre titres d'État et trois titres nationaux (2005, 2006 et 2007). Elle a inscrit chaque année plus de 100 points, se classant première ou seconde de l'équipe en nombre de buts .
Pour la saison 2008-2009, elle et sa sœur s'engagent pour l'université du Minnesota avec l'équipe des Golden Gophers du Minnesota  où elle termine deuxième de l'équipe et quatrième nationale avec 65 points (28 buts et 37 assistances). Les Gophers font une apparition au Frozen Four et Jocelyne termine la saison avec la récompense de recrue de l'Association Collégiale de Hockey de l'Ouest (Division WCHA).
La saison suivante, elle est transférée avec sa sœur à l'université du Dakota du Nord. Elles demandent à changer d'université pour rejoindre l’entraîneur Brian Idalski, embauché au Dakota du Nord et travaillant auparavant pour le programme de développement de USA hockey. En trois ans, elles participent à l'amélioration du programme universitaire qui devient l'un des meilleurs des États-Unis, classé no 3 du pays, Jocelyne occupant notamment le poste de capitaine de l'équipe.
Par la suite, alors que sa sœur est repêchée par la Ligue canadienne de hockey féminin, Jocelyne continue avec l'équipe universitaire du Dakota du Nord dans un poste de préparatrice physique, de 2015 à 2017. En 2016 elle joue pour l'équipe des Whitecaps du Minnesota, devenue à l'époque indépendante après la dissolution de la WWHL,. Après la saison 2017-2018 de préparation olympique pour les jeux de Pyeongchang, Jocelyne prend une année de césure pour mener à bien sa grossesse en 2018-2019 . 
Faisant partie des hockeyeuses boycottant la saison 2019-2020 à la suite de la fermeture de l'unique ligue canadienne, elle ne joue pas mais est sélectionnée  par la NHL pour le 65e match des étoiles dans l'épreuve du match féminine élite 3 contre 3 .
Le 9 février 2021, elle publie une tribune conjointe avec sa sœur Monique dans le journal en ligne The Players Tribune pour annoncer sa retraite sportive, après treize ans de carrière internationale .

### En équipe nationale
Son talent offensif et sa compétitivité contribuent aux succès mondiaux des États-Unis en 2009, 2011, 2013 mais elle échoue à deux reprises en finale des Jeux olympiques de Vancouver et des Jeux olympiques de Sotchi en perdant contre les Canadiennes,,,.
Pour son premier match au tournoi olympique féminin des Jeux olympiques d'hiver de 2018, elle marque l'histoire des Jeux en marquant deux buts en seulement six secondes. En finale, elle marque le but décisif pour apporter la première médaille d'or américaine au tournoi olympique de hockey sur glace en vingt ans,,,,.

### Vie personnelle
Elle appartient à une famille de sportifs : Jean-Pierre, son père, était gardien pour l'université du Dakota du Nord de 1978 à 1983. En plus de sa sœur jumelle, elle a quatre frères : Jean-Philippe est un gardien de hockey professionnel et à déjà joué pour l'équipe nationale des États-Unis ; Jacques a joué jusqu'au niveau universitaire au hockey, étant même finaliste pour le Trophée Hobey Baker  ; Pierre-Paul a joué pour l'Université du Manitoba et est entraîneur assistant pour l'équipe du Dakota du Nord et Mario qui a joué pour l'équipe nationale des États-Unis et a joué quatre ans pour l'Université du Dakota du Nord, devenant capitaine en 2012. Sa mère Linda a réalisé vingt marathons dont celui de Boston.
Jocelyne et sa sœur Monique sont impliquées dans la lutte contre les inégalités et le sexisme dans le milieu du sport, avec différents partenariats pour des programmes d'éducation, sportifs, et en réalisant des interventions et conférences  ,. Jocelyne a d'ailleurs réalisé sa thèse de kinésithérapie sur la problématique des entrainements sportifs mixtes et leurs bénéfices en matière de compétences, leadership et confiance .

## Statistiques

### En club
| Saison      | Équipe                           | Ligue        |                            | Saison régulière           | Saison régulière           | Saison régulière           | Saison régulière           | Saison régulière           |                            | Séries éliminatoires       | Séries éliminatoires       | Séries éliminatoires       | Séries éliminatoires | Séries éliminatoires |
| Saison      | Équipe                           | Ligue        | PJ                         | B                          | A                          | Pts                        | Pun                        | PJ                         | B                          | A                          | Pts                        | Pun                        |                      |                      |
| 2008-2009   | Golden Gophers du Minnesota      | NCAA         | 40                         | 28                         | 37                         | 65                         | 92                         |                            |                            |                            |                            |                            |                      |                      |
| 2010-2011   | Fighting Sioux du Dakota du Nord | NCAA         | 33                         | 28                         | 29                         | 57                         | 100                        |                            |                            |                            |                            |                            |                      |                      |
| 2011-2012   | Fighting Sioux du Dakota du Nord | NCAA         | 37                         | 34                         | 48                         | 82                         | 69                         |                            |                            |                            |                            |                            |                      |                      |
| 2012-2013   | Fighting Sioux du Dakota du Nord | NCAA         | 39                         | 35                         | 46                         | 81                         | 69                         |                            |                            |                            |                            |                            |                      |                      |
| 2016-2017   | Whitecaps du Minnesota           | Indépendante | Statistiques indisponibles | Statistiques indisponibles | Statistiques indisponibles | Statistiques indisponibles | Statistiques indisponibles | Statistiques indisponibles | Statistiques indisponibles | Statistiques indisponibles | Statistiques indisponibles | Statistiques indisponibles |                      |                      |
| Totaux NCAA | Totaux NCAA                      | Totaux NCAA  | 149                        | 125                        | 160                        | 285                        | 330                        |                            |                            |                            |                            |                            |                      |                      |

### En équipe nationale
| Année | Équipe     | Compétition                  |   | PJ | B | A | Pts | Pun               |  | Résultat |
| 2009  | États-Unis | Championnat du monde féminin | 5 | 0  | 2 | 2 | 2   | Médaille d'or     |  |          |
| 2010  | États-Unis | Jeux olympiques              | 5 | 2  | 4 | 6 | 0   | Médaille d'argent |  |          |
| 2011  | États-Unis | Championnat du monde féminin | 5 | 3  | 3 | 6 | 4   | Médaille d'or     |  |          |
| 2012  | États-Unis | Championnat du monde féminin | 5 | 4  | 5 | 9 | 8   | Médaille d'argent |  |          |
| 2013  | États-Unis | Championnat du monde féminin | 5 | 0  | 5 | 5 | 4   | Médaille d'or     |  |          |
| 2014  | États-Unis | Jeux olympiques              | 5 | 0  | 5 | 5 | 4   | Médaille d'argent |  |          |
| 2015  | États-Unis | Championnat du monde féminin | 4 | 5  | 3 | 8 | 2   | Médaille d'or     |  |          |
| 2016  | États-Unis | Championnat du monde féminin | 5 | 3  | 5 | 8 | 2   | Médaille d'or     |  |          |
| 2017  | États-Unis | Championnat du monde féminin | 5 | 4  | 0 | 4 | 6   | Médaille d'or     |  |          |
| 2018  | États-Unis | Jeux olympiques              | 5 | 4  | 1 | 5 | 0   | Médaille d'or     |  |          |

## Trophées et Honneurs personnels

### Ligue universitaire
- 2008–2009 :
  - Votée « Recrue de l'année » lors de la pré-saison de l'Association Collégiale de Hockey de l'Ouest (WCHA)
  - Sélectionnée dans l'équipe première de la Division WCHA
  - Sélectionnée dans l'équipe des recrues de la Division WCHA
- 2010-2011 :
  - Joueuse offensive de la semaine du WCHA (Semaine du 27 oct. 2010)[24]
  - Nommée pour le Trophée Patty Kazmaier [25]
  - Sélectionnée dans l'équipe seconde de la Division WCHA
- 2011-2012 :
  - Joueuse de la semaine du WCHA (Semaines du 8 novembre 2011 et 23 janvier 2012)[26],[27]
  - Finaliste pour le Trophée Patty Kazmaier [28]
  - Meilleure marqueuse 2012 de la division WCHA
  - Meilleure marqueuse 2012 du championnat NCAA

### En équipe nationale
- Joueuse américaine du match contre le Canada lors de la Coupe des quatre nations (10 novembre 2011)[29]